# Bonham
Bonham és una població dels Estats Units a l'estat de Texas. Segons el cens del 2000 tenia 9.990 habitants.

## Demografia
Segons el cens del 2000, Bonham tenia 9.990 habitants, 2.884 habitatges, i 1.848 famílies. La densitat de població era de 1.067,1 habitants/km².
Dels 2.884 habitatges en un 28,6% hi vivien nens de menys de 18 anys, en un 44,9% hi vivien parelles casades, en un 14,9% dones solteres, i en un 35,9% no eren unitats familiars. En el 31,7% dels habitatges hi vivien persones soles el 16,6% de les quals corresponia a persones de 65 anys o més que vivien soles. El nombre mitjà de persones vivint en cada habitatge era de 2,37 i el nombre mitjà de persones que vivien en cada família era de 2,98.
Per edats la població es repartia de la següent manera: un 17,8% tenia menys de 18 anys, un 13,3% entre 18 i 24, un 33,6% entre 25 i 44, un 19,3% de 45 a 60 i un 15,9% 65 anys o més.
L'edat mediana era de 36 anys. Per cada 100 dones de 18 o més anys hi havia 179,9 homes.
La renda mediana per habitatge era de 26.131 $ i la renda mediana per família de 35.721 $. Els homes tenien una renda mediana de 26.035 $ mentre que les dones 21.897 $. La renda per capita de la població era d'11.840 $. Aproximadament el 12,6% de les famílies i el 18,1% de la població estaven per davall del llindar de pobresa.

## Poblacions més properes
El següent diagrama mostra les poblacions més properes.